# Jan Luijkenstraat

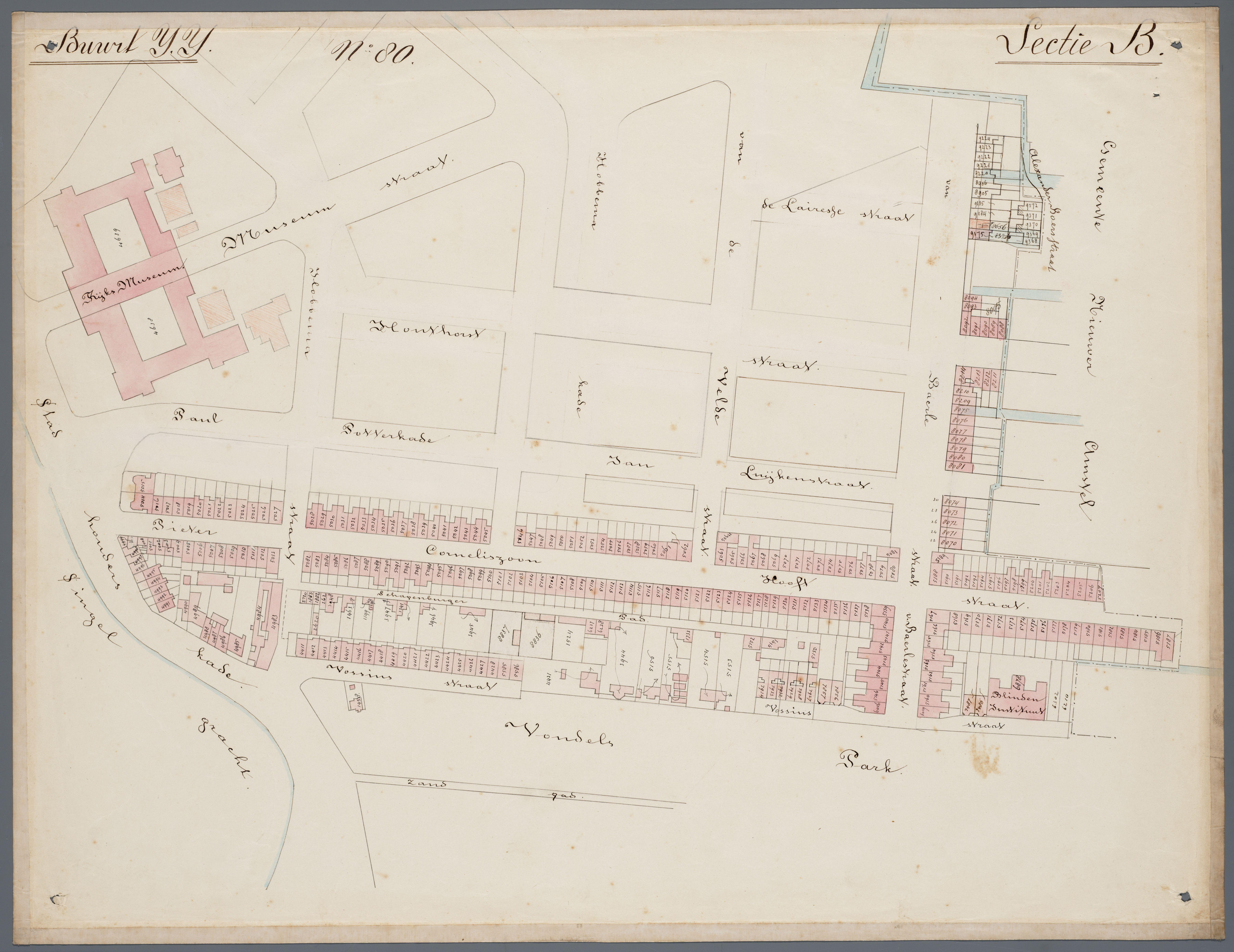
Jan Luijkenstraat in het verlengde van de Paulus Potterkade

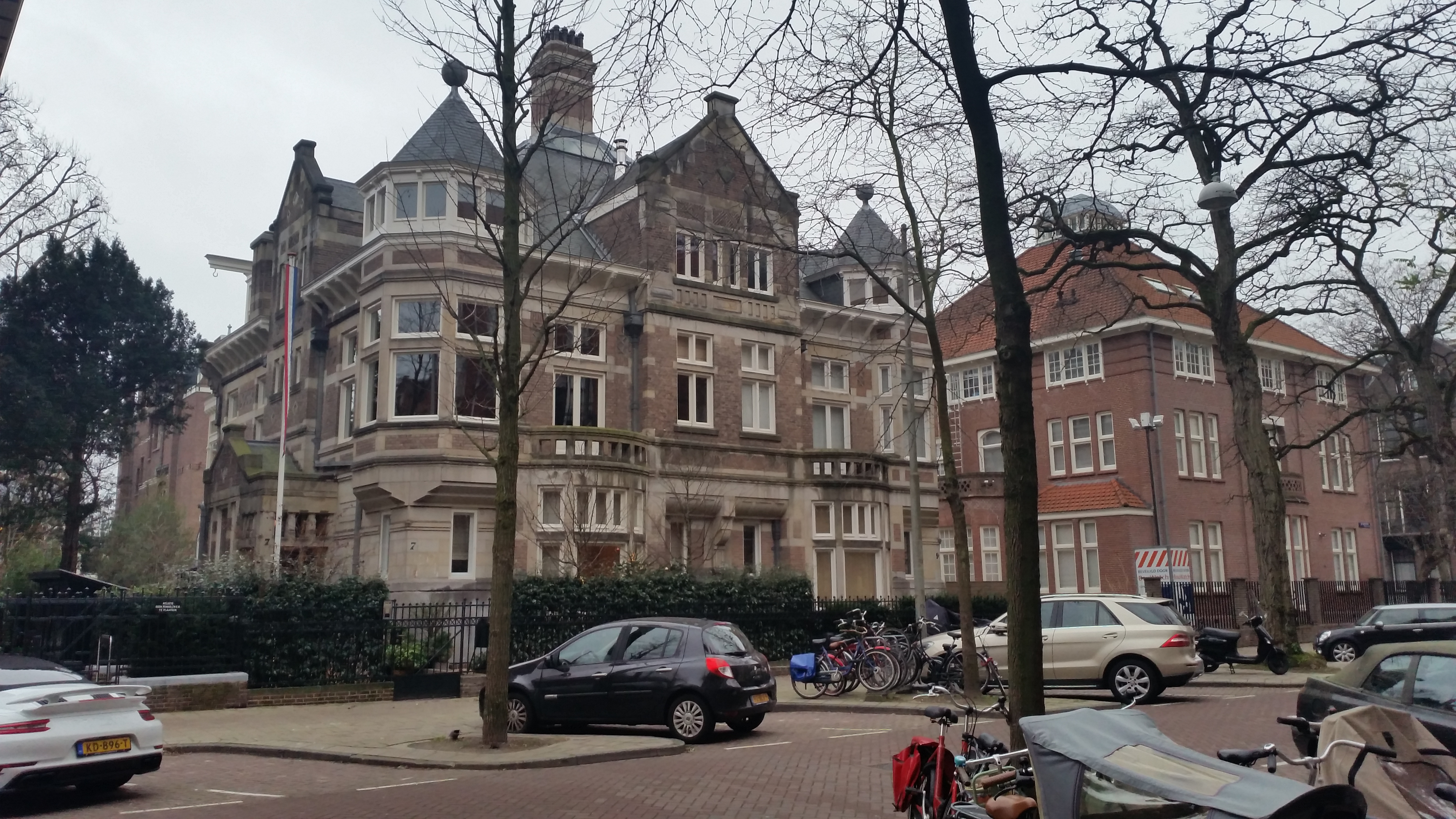
Jan Luijkenstraat 7-9 en Villa Reens (januari 2019)

Jan Luijkenstraat 22-26 (januari 2019)

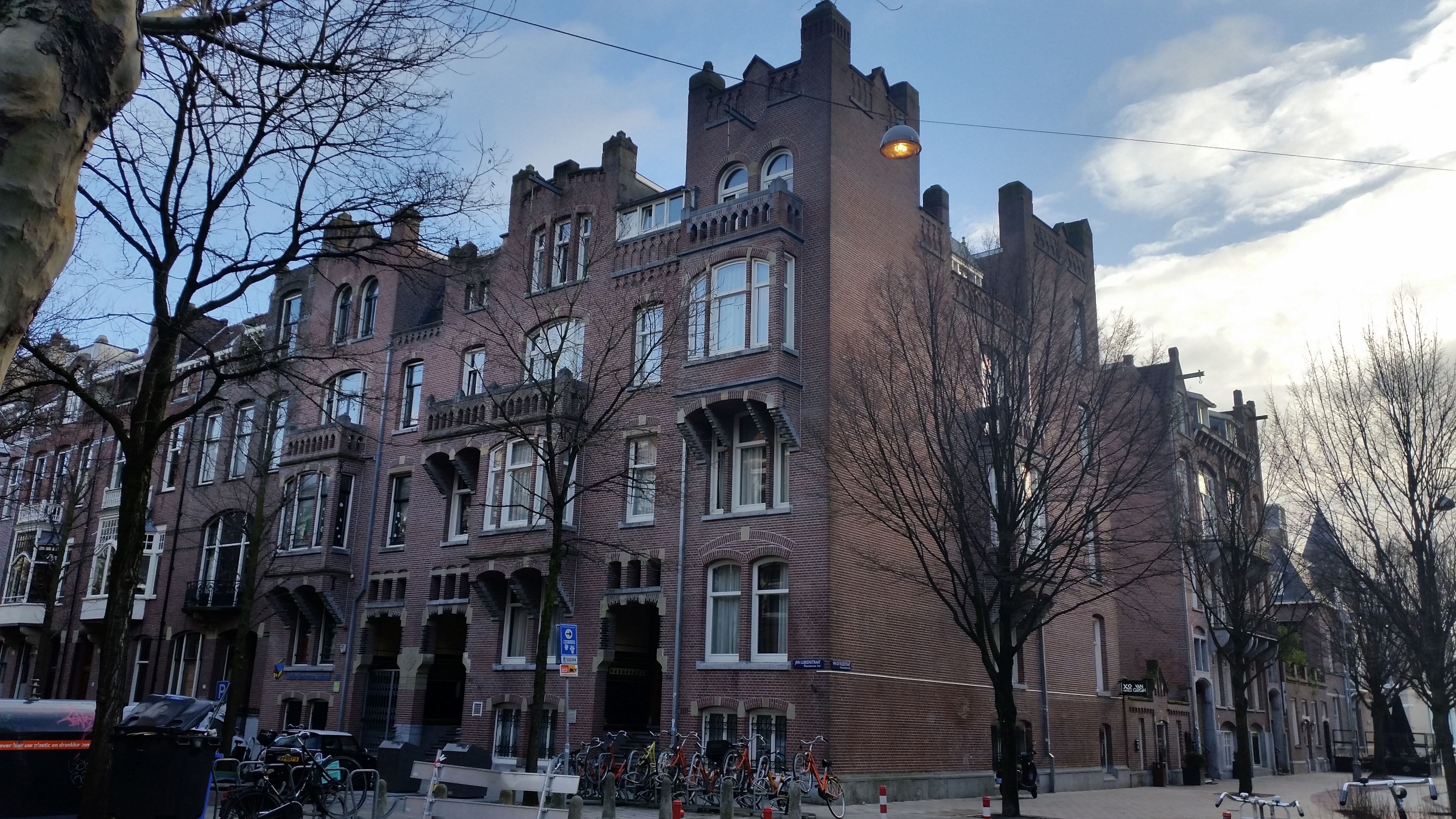
Jan Luijkenstraat 29-33 (januari 2019)

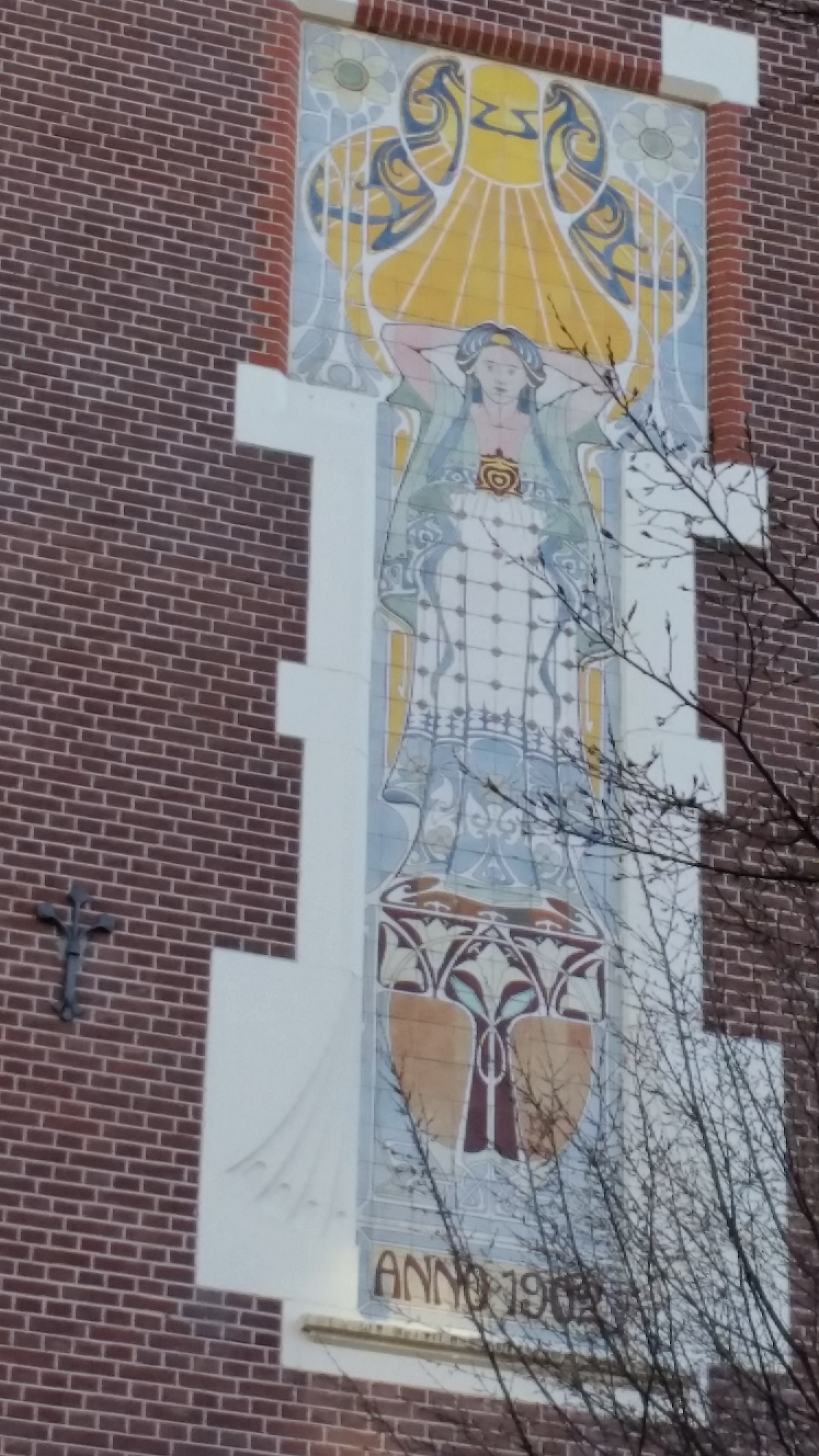
Jan Luijkenstraat 37 (december 2018)

Jan Luijkenstraat is een straat in het Museumkwartier in Amsterdam-Zuid.

## Geschiedenis
De straat maakte deel uit van het ontwerp dat de architect Pierre Cuypers had gemaakt voor niet alleen het Rijksmuseum Amsterdam maar ook voor de omgeving en dan met name vanaf de Stadhouderskade richting stad uit (het Rijksmuseum werd gebouwd buiten de bebouwde kom van Amsterdam). In dat ontwerp kwam er ten noorden van het Rijksmuseum een gracht te liggen. Die Paulus Potterkade zou een soort symmetrie vormen met de Boerenwetering die ten zuiden van het Rijksmuseum lag. Die Paulus Potterkade kreeg overigens pas in 1880 haar naam. De vernoemingen van de straten in de buurt vond gelijktijdig plaats, terwijl er van een definitieve invulling van de buurt nog geen sprake was. De Paulus Potterkade liep vanaf de Singelgracht tot aan waar heden ten dage de Honthorststraat ligt. De gracht maakte vervolgens een rechte hoek naar het zuiden om met een knik te eindigen in de Boerenwetering; die gracht heette toen de Hobbemakade. Cuypers had in het ontwerp meegenomen dat het terrein dat binnen deze kleine grachtengordel zou liggen bebouwd zou worden met stadsvilla’s, hetgeen nooit zou gebeuren.

## Ligging
De gracht begon met een brug (destijds de brug achter de P.C. Hooftstraat genoemd) onder de Stadhouderskade. In het verlengde van de gracht werd de Jan Luijkenstraat gepland, als evenwijdige straat aan de P.C. Hooftstraat. De Jan Luijkenstraat geeft dan eigenlijk ook de scheiding aan tussen straten vernoemd naar schrijvers en schilders (hij was beide). In 1892 werd de Paulus Potterkade, waaraan enige tijd de ingang van een ijsbaan was gevestigd, gedempt en kreeg de Jan Luijkenstraat een ingang aan de Stadhouderskade, de naamgeving werd op 22 maart 1893 daarop aangepast. Naar het westen toe kruist ze de Honthorststraat en de Van de Veldestraat. Ze eindigt op de Van Baerlestraat. Aan de overzijde daarvan kwam in 1895 ook een stukje Jan Luijkenstraat te liggen; de gemeente besloot echter op 3 april 1912 dat stukje straat (al) de Van Eeghenstraat te noemen. De straatdelen sloten toch al niet goed op elkaar aan, een directe verbinding werd later verkeerstechnisch onmogelijk gemaakt door een lange doorlopende tramhalte in de Van Baerlestraat.

## Gebouwen
Wat deels uit het plan van Cuypers is overgenomen is dat er aan de Jan Luijkenstraat deftige herenhuizen annex villa’s werden gebouwd. Revolutiebouw zoals in de naburige De Pijp is hier niet te vinden. De straat begint met drie rijksmonumenten:
- aan de noordzijde eerst nog een villa aan de Stadhouderskade 40-41
- direct gevolgd door Jan Luijkenstraat 2-2a, een villa van de hand van Eduard Cuypers; een rijk versierd gebouw zowel met kleurschakeringen in de gebruikte bouwmaterialen, geplaatste dakkapellen, een veelhoekige erker; reliëfs aangebracht in de bouwmaterialen en zelfs een uitgehakt motto Hoc erat 1899 in votis; Cupyers voerde zelf kantoor vanuit dit pand
- aan de zuidzijde van de straatingang het Rijksmuseum.

Andere opmerkelijk gebouwen zijn aan de noordzijde:
- Jan Luijkenstraat 12 en 14, gebouwd naar ontwerp van Jacob Frederik Klinkhamer, waren oorspronkelijk een spiegelbeeld van elkaar; in de loop der jaren traden aanmerkelijke verschillen op in uiterlijk
- Jan Luijkenstraat 22, 24, 26; een drietal naast elkaar staande panden uit 1896 vanaf de hoek met de Hobbemastraat; gemeentelijk monument, architect Ludwig Beirer, eclectisch met mengeling renaissance en gotiek, maar ook eigentijds; gotische invloeden zijn vermoedelijk terug te voeren op zijn Duitse komaf;
- Jan Luijkenstraat 28-30, een tweetal woonhuizen uit 1897, gemeentelijk monument, architect Gerrit van Arkel, in jugendstil met asymmetrie (links wel toren, rechts niet etc.), een loggia met daarop balkon
- Jan Luijkenstraat 104-108/Van Baerlestraat 21-25 is een gebouw dat rond 1900 uit de koker kwam van Abraham Salm voor de Coöperatieve Winkels/Verbruiksvereeniging Eigen Hulp; het gebouw werd in 1935 grondig aangepast, waarbij de gehele oorspronkelijke gevel verloren ging en aangepast werd naar een ontwerp van Han Groenewegen.[3][4]

Aan de zuidzijde
- de zogenaamde Lizzy Cottage aan de Hobbemastraat 12, rijksmonument in Engelse First-movement-stijl, hoekpand uit 1901/1902 van architect Adriaan Willem Weissman; opdrachtgever was de commissionair in effecten en verzekeringen Engelbertus van Essen, getrouwd met Sophia Elisabetha Catharina (Lizzy) Seegers; Van Essen was broer van Johannes Cornelis van Essen, kunstschilder; het gebouw heeft een blinde muur, waarachter een schilderijenzaal zou hebben schuilgegaan.[5]
- Jan Luijkenstraat 3 en 5, beide rijksmonumenten, een dubbele geheel vrijstaande villa uit 1908/1909 in overgangsarchitectuur, architecten Jan van Rossem en Willem Vuyk, opdrachtgever was Willem Spakler, industrieel en weldoener in Amsterdam; gebouw was enige tijd bekend als kraakpand Lucky Luyk; in nummer 5 is gevestigd het consulaat van Grenada
- Jan Luijkenstraat 7-9, een rijksmonument, een vrijstaande dubbele villa, stijl in de trant van rationalisme, architecten Van Dijk en Nagelvoort, opdrachtgever N.V. Bouw- & Exploitatie Maatschappij Amstelstad van Koolhaas
- Honthorststraat 3, hoek Jan Luijkenstraat genaamd Villa Reens, inclusief hekwerk een rijksmonument, architect Harry Elte in rationalistische stijl; het is gebouwd voor Richard Reens, directeur van de N.V. Nederlandsche Fabriek voor Betimmeringen/Gebr. Reens
- Jan Luijkenstraat 11 als onderdeel van Honthorststraat 2a – 16 en Paulus Potterstraat 10; het is als geheel een gemeentelijk monument; architect Roelof Kuipers, tevens voorzien van afsluitmuren naar de binnenterreinen, fraai tegelwerk en glas-in-lood bij toegangsdeuren en opvallende gevelelementen
- Jan Luijkenstraat 19, voormalig filiaal Instituut Schreuder, een particuliere (en dus dure) lagere en later ook middelbare school uit eind 19e eeuw komende vanaf de Vossiusstraat; de naam is te lezen in de granieten balk boven de toegang; de school verhuisde naar de Van de Veldestraat; ontwerp van aannemer Johannes Franciscus van Hamersveld
- Jan Luijkenstraat 29-33, een gemeentelijk monument, architect Huibertus Bonda (1862-1941); burchtachtig uiterlijk, intern met Jugendstilkenmerken
- Jan Luijkenstraat 37, een pand met groot tegeltableau aan de zijgevel
- Jan Luijkenstraat 47, een opvallend tegeltableau "La Casa dei Gemelli" (Huis van de Tweelingen)
- Jan Luijkenstraat 49, een gebouw uit 1901, deuren van bewerkt hout en bovenlichten van glas-in-lood, bewerkte steen in de vensters; een erkergang met onderaan een ronde, vervolgens een hoekige en daarop een balkon, banden van blauwe stenen, die ook de zien zijn in de ontspanningsboog op de tweede etage; architect Foeke Kuipers, die de huizen met nummers 37 tot en met 49 ontwierp
- Van Baerlestraat 27 met het voormalige hoofdkantoor van de Rijkspostspaarbank, later conservatorium en weer later Hotel Conservatorium, een rijksmonument, architect Daniël Knuttel
- aan de overzijde van de Van Baerlestraat, Van Baerlestraat 30, voormalig bankgebouw van de Twentsche Bank; een gebouw uit circa 1930 in de stijl van de Amsterdamse School, architect onbekend; het gebouw strekte ter vervanging van oudere bouw.

## Kunst
Er is in de Jan Luijkenstraat geen kunst in de openbare ruimte te vinden. Wel zijn er panden te vinden met eenvoudige abstracte tegeltableaus in portieken af en toe gecombineerd met glas-in-lood naast, boven en in deuren. Een aantal verdient aparte vermelding:
- terrazzo-friezen aan hoekpand Hobbemastraat 12/Jan Luijkenstraat (Lizzy-Cottage)
- tegeltableaus in portaal van huisnummer 58, de entree van het Bilderberghotel; zij bevinden zich inpandig
- tegeltableaus in de portiek van huisnummer 60, een verwijzing naar fabels van Jean de La Fontaine
- tegeltableau aan de zijgevel 37; het tegeltableau lijkt een opdracht geweest te zijn van de eerste gebruiker van het pand Instituut voor Electro-magnetische therapie (permea-elektriciteit), het tableau is al ingetekend op de bestektekening en schets van de architect.[6][7]

Een beeldengroep van vier natuurstenen beeldjes siert het pand nummer 49. Het beeldhouwwerk is in natuursteen aan de voorgevel en geplaatst bij de hemelwaterafvoer en tevens als bescherming van de regenpijp tot aan de grond; de maker is Emil Van den Bossche. Boven de deur is in het zachte geel amper leesbaar: "Oost West Thuis Best".

## Afbeeldingen

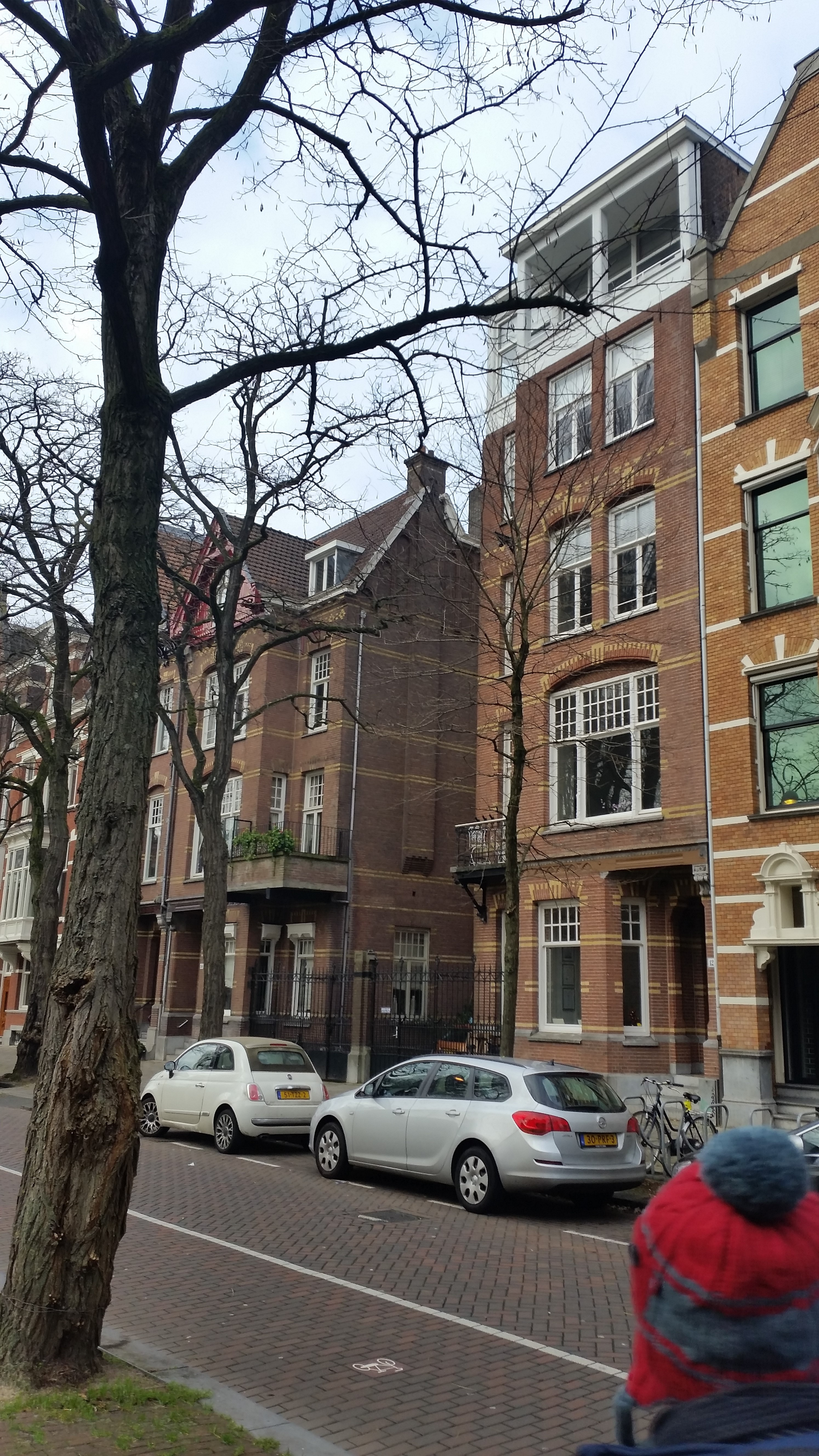
Jan Luijkenstraat 12-14 waren ooit spiegelbeeld van elkaar met opening daartussen (januari 2019)
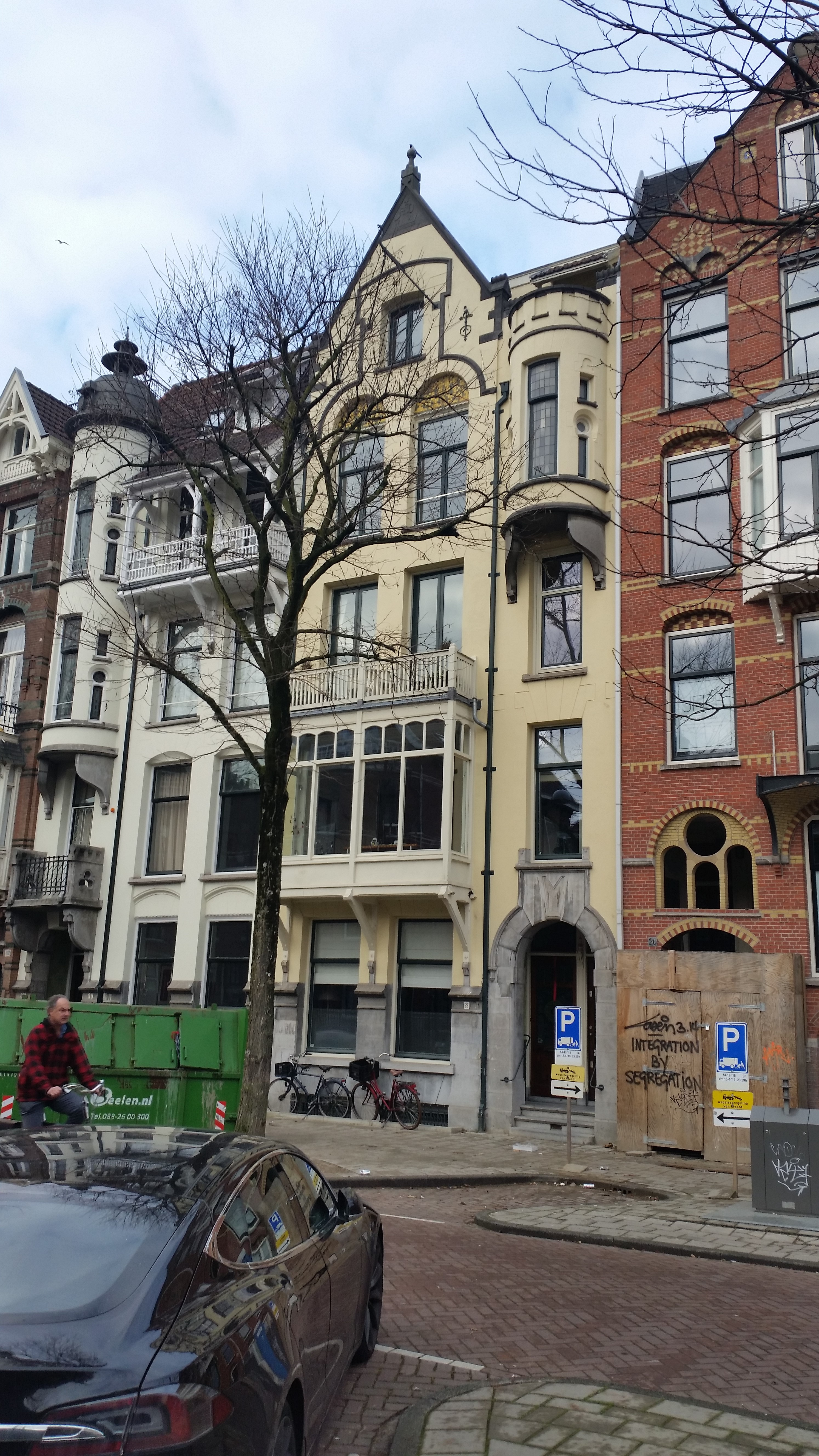
Jan Luijkenstraat 28-30 (januari 2019)
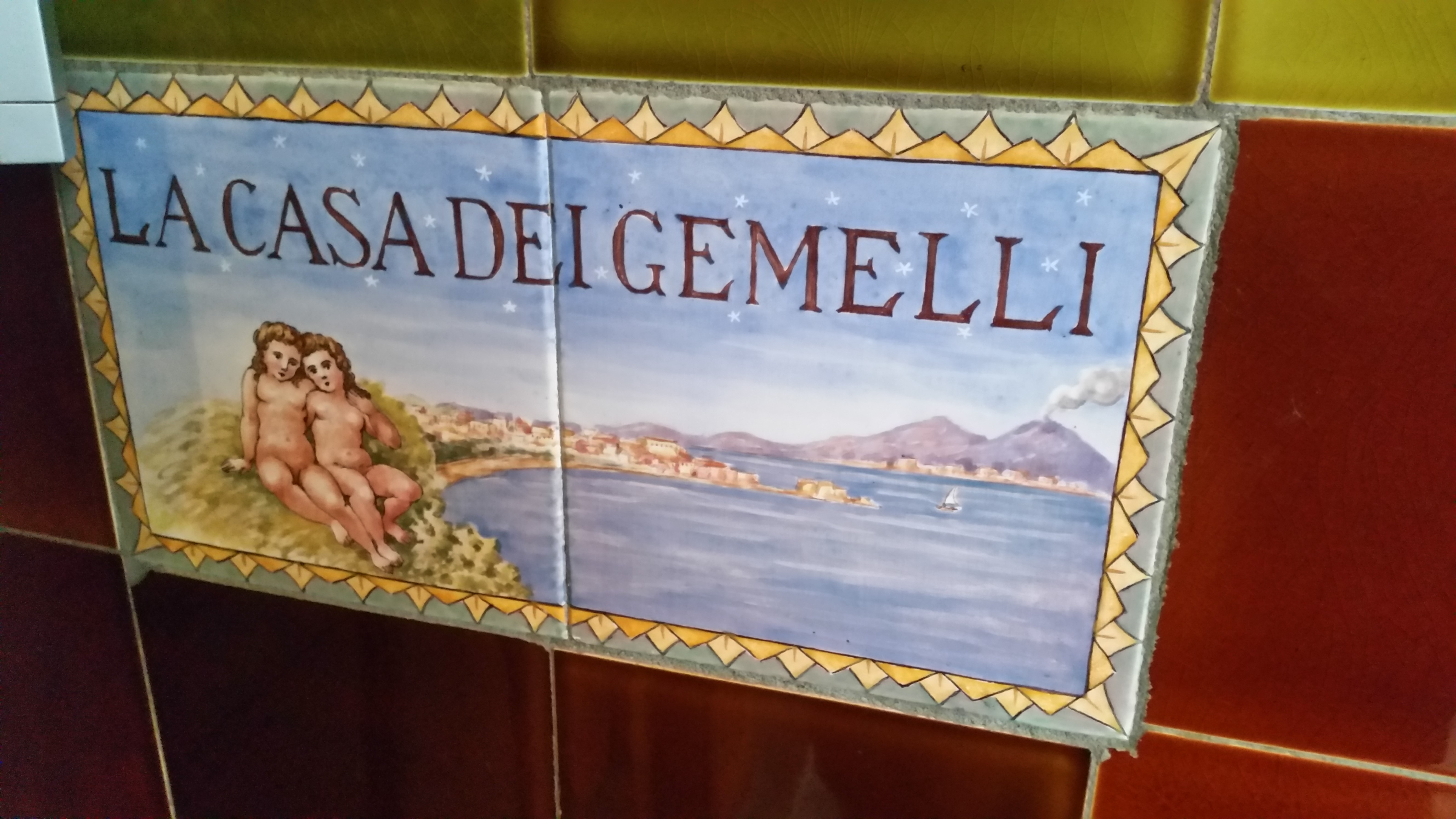
La Casa dei Gemelli, Jan Luijkenstraat 47 (januari 2019)
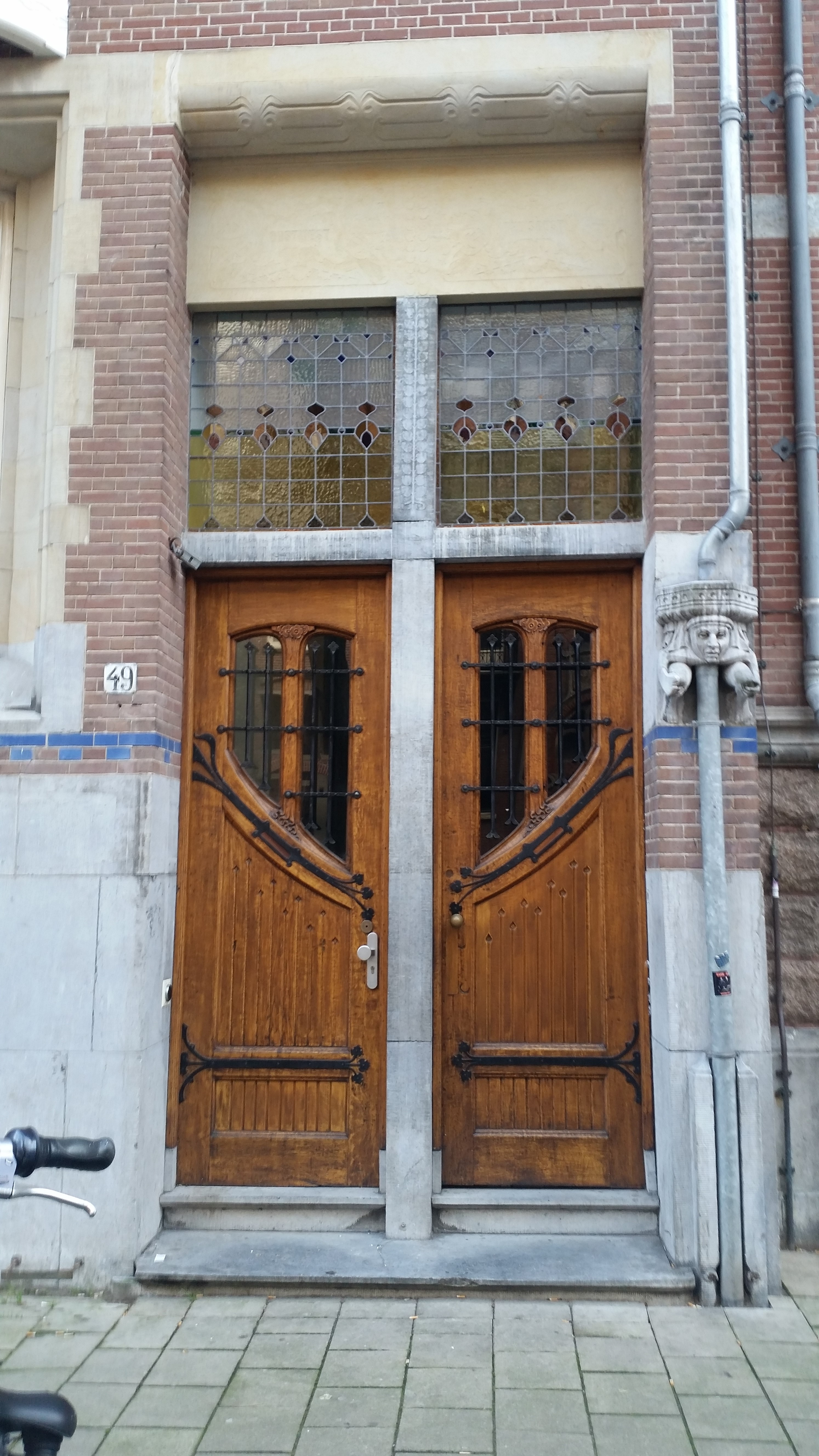
Jan Luijkenstraat 49 (januari 2019)
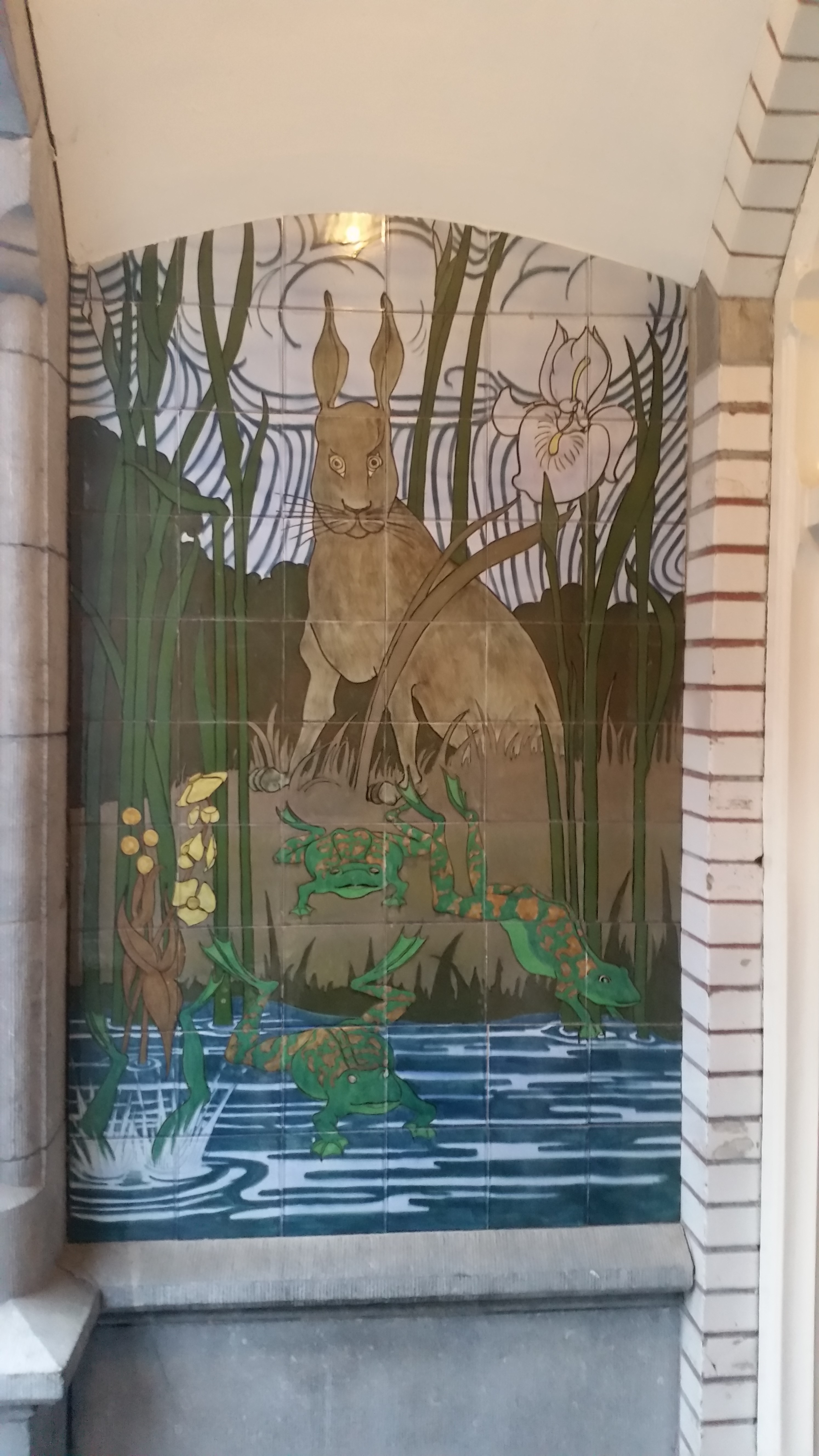
Jan Luijkenstraat 60 (januari 2019)
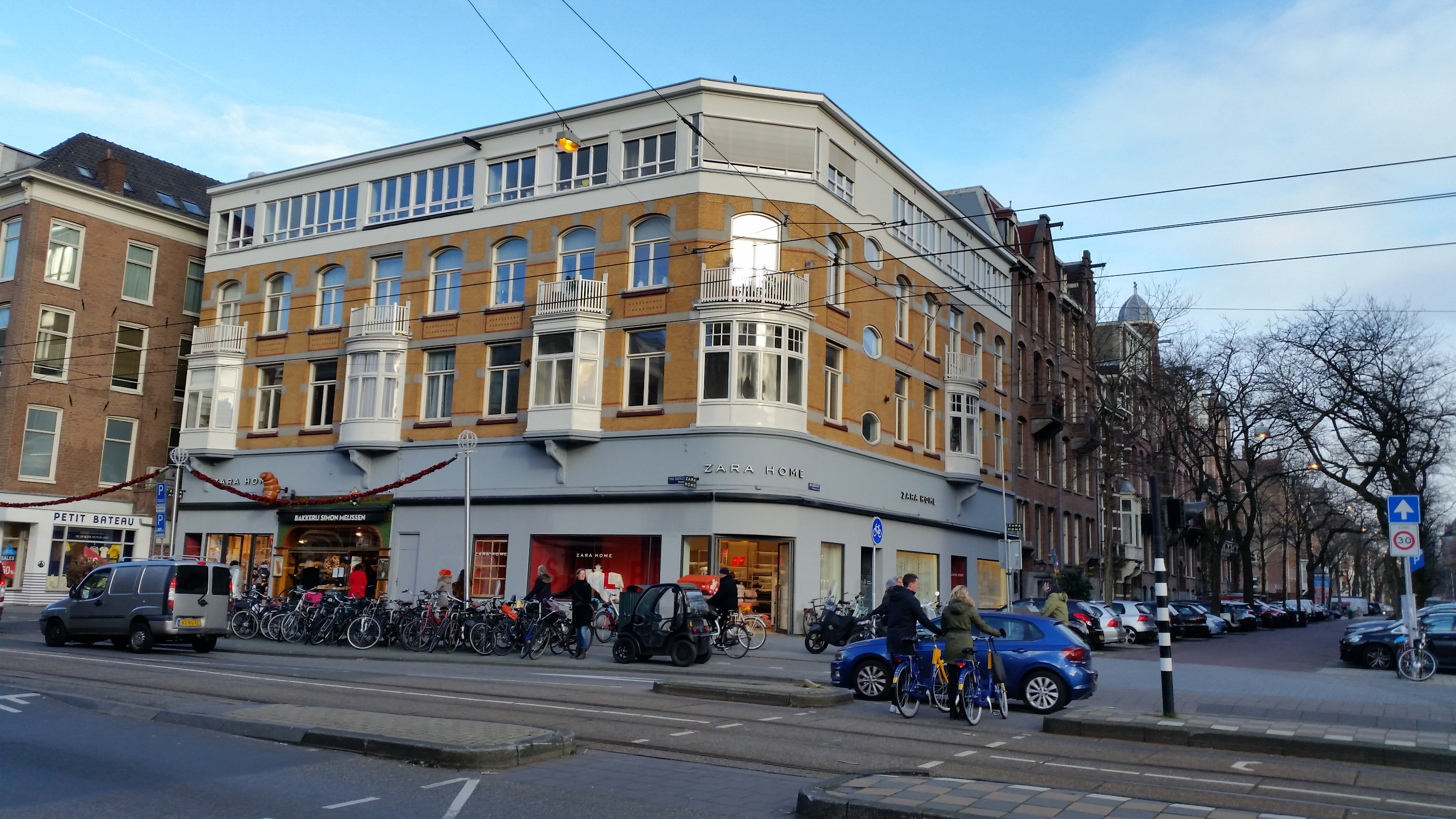
Jan Luijkenstraat/hoek Van Baerlestraat "Eigen Hulp" (januari 2019)